# 청미래덩굴
청미래덩굴(Smilax china, china root)은 백합과에 속하는 덩굴성 관목인 청미래덩굴과의 덩굴성 떨기나무이다.

## 이름
경상도 지방에서는 명감나무, 전라도에서는 종가시덩굴, 황해도에서는 매발톱가시, 강원도에서는 참열매덩굴이라고 부르는데, 꽃집에서는 멍개나무 또는 망개나무로 부른다. 한자로는 토복령(土茯領) 또는 산귀래(山歸來)라고 쓴다.

## 생태
줄기는 마디마다 휘어 있으며, 군데군데에 가시가 나 있다. 잎은 윤이 나며 어긋난다. 4월 말에 새 잎이 날 무렵이 되면, 잎겨드랑이에서 꽃자루가 나와 녹색의 작은 꽃이 산형꽃차례를 이루면서 달린다. 암수딴그루인데, 암꽃에는 3개의 방을 가진 씨방이 있으며, 암술머리는 3갈래로 나뉘어 뒤로 말린다. 후에 지름 7-9mm 정도인 공 모양의 열매가 붉게 익는다.

### 분포
주로 산이나 들에서 자라며, 동아시아의 온대에서 난대에 걸쳐 분포하고 있다.

## 쓰임새
어린순은 나물로 먹고, 뿌리줄기는 혈압을 내리는 약으로 쓴다. 불을 때도 연기가 나지 않고, 비에도 젖지 않아서 도피하거나 은거할 때 땔감으로 썼다.
청미래덩굴을 망개나무라고도 하는데, 경상도 의령 지방에서는 망개나무 잎으로 떡을 싸서 찐 망개떡을 해 먹는다. 일본에서도 떡갈나무잎 대용으로 망개잎으로 떡을 해 먹는 지역이 있다.
청미래덩굴 뿌리는 녹말이 많이 들어 있어 충분히 식량 대신 먹을 수 있으며 신선이 먹다가 남겨 놓은 음식이라해서 선유량(仙遺糧)이라고 하며 우여량(禹餘量)이라 부르기도 한다. 우여량은 동의보감에 의하면 다른 약재다.
참고로, 물이 귀한 곳에서는 빗물을 받아서 망개잎을 물위에 띄어 놓고 고여 있는 물이 썩지 않게 하는 용도로도 쓰인다.

## 사진

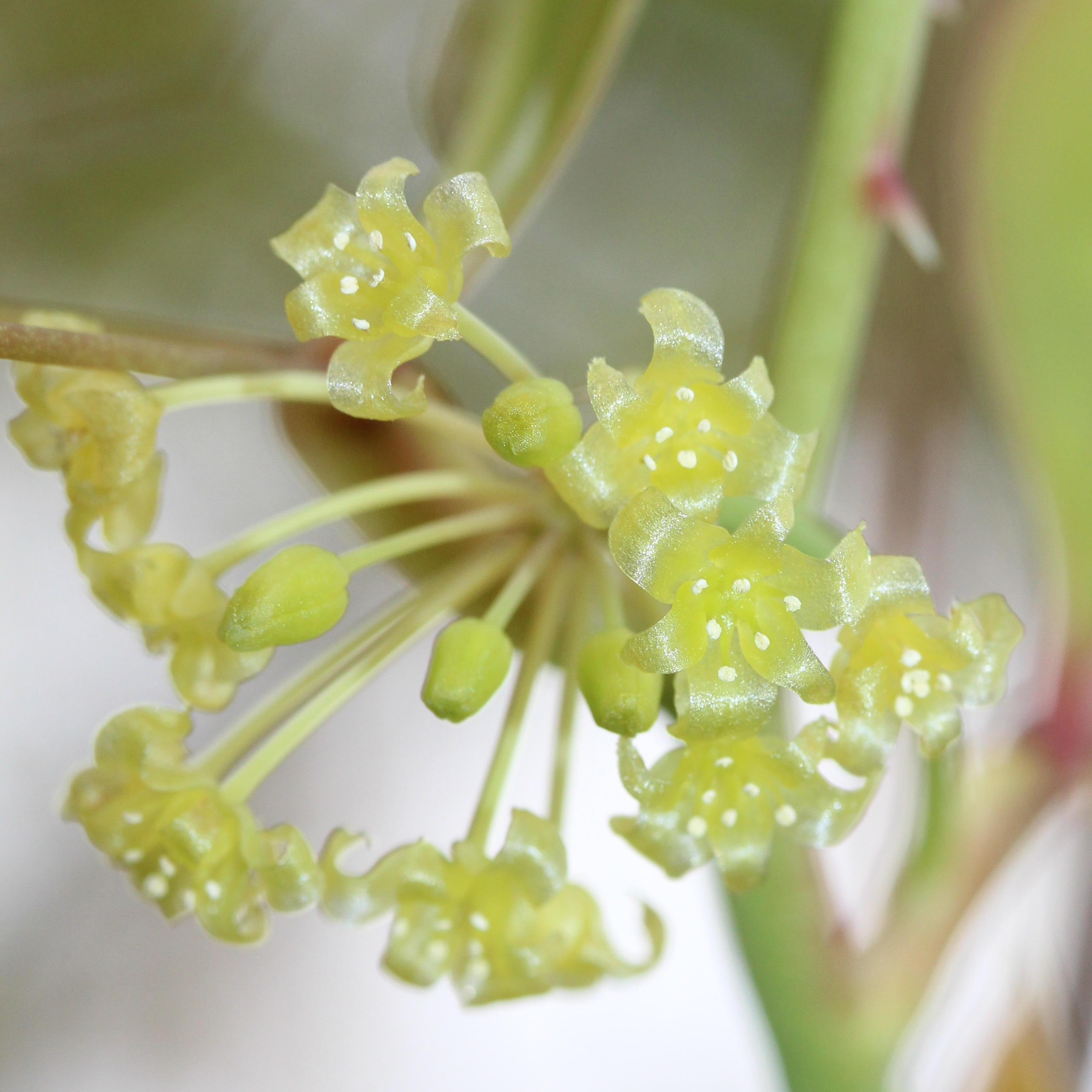
수꽃
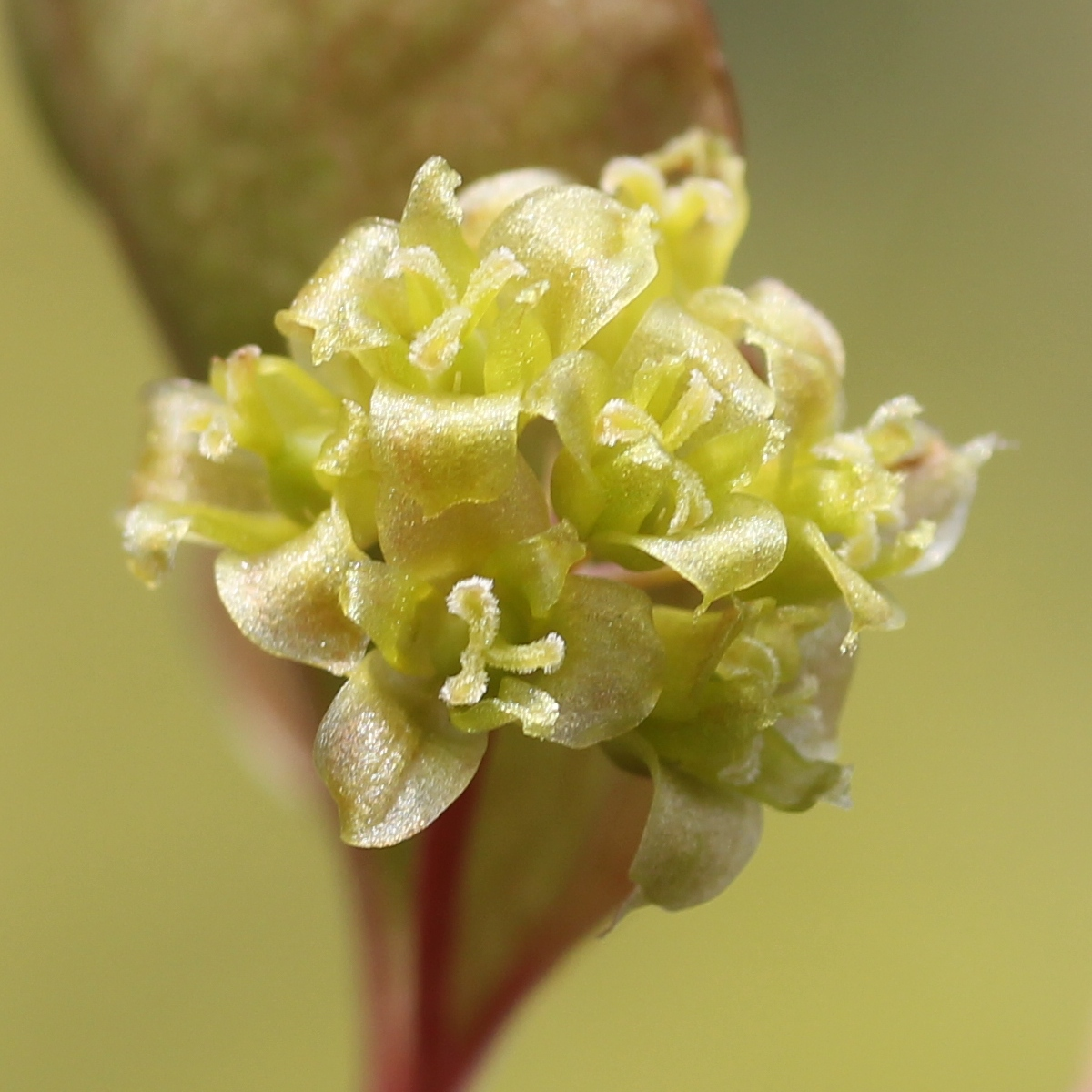
암꽃
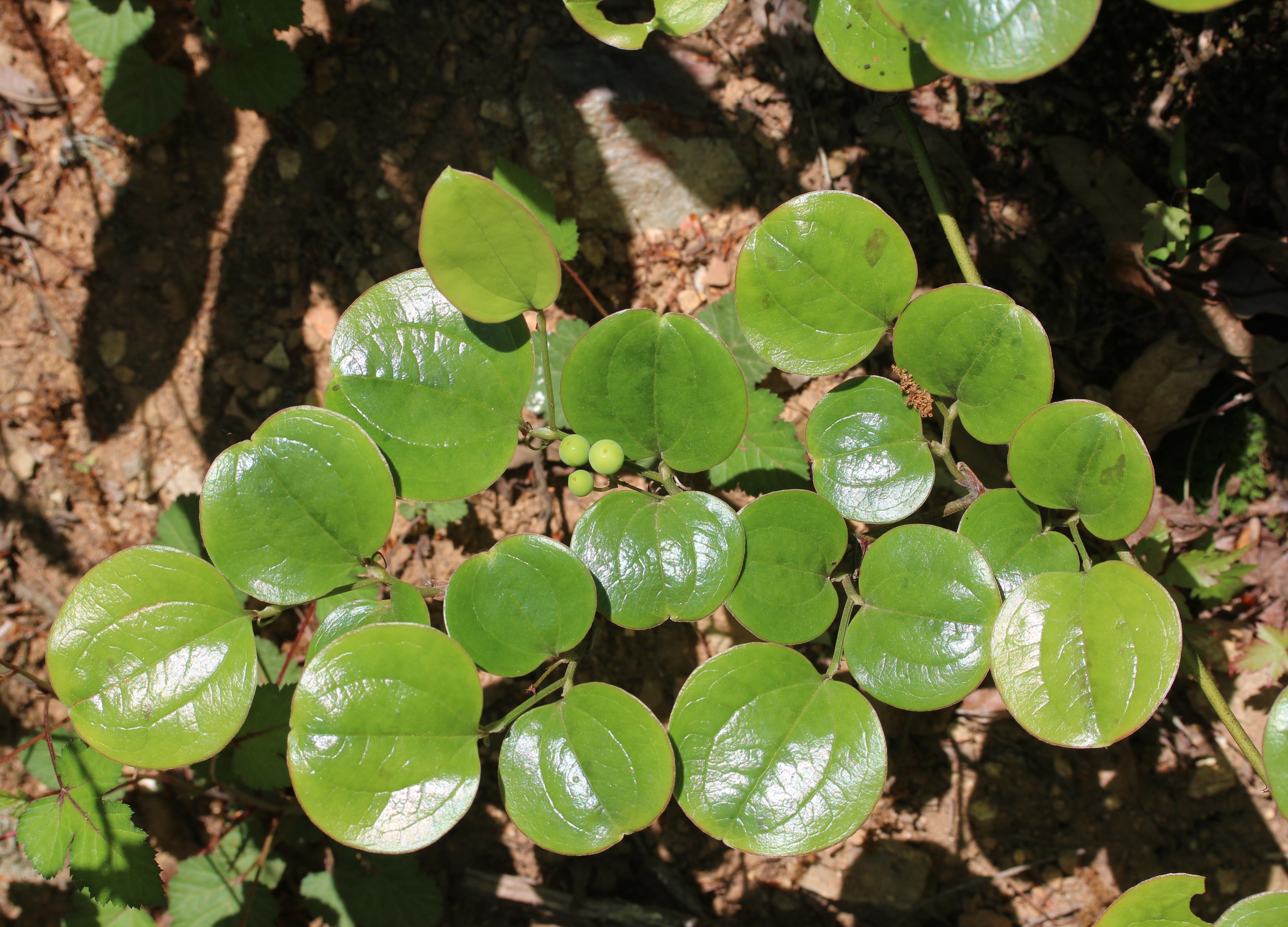
잎
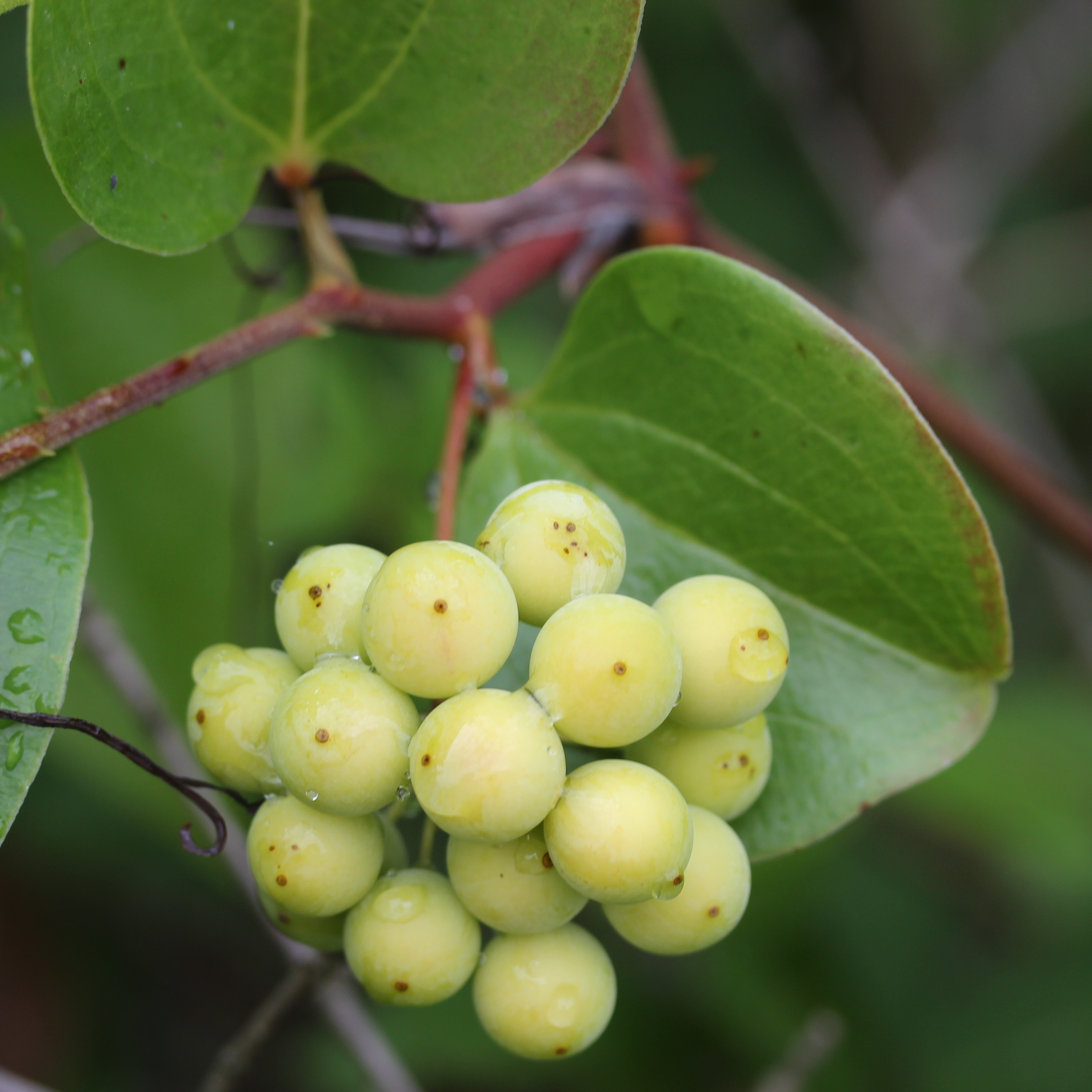
열매
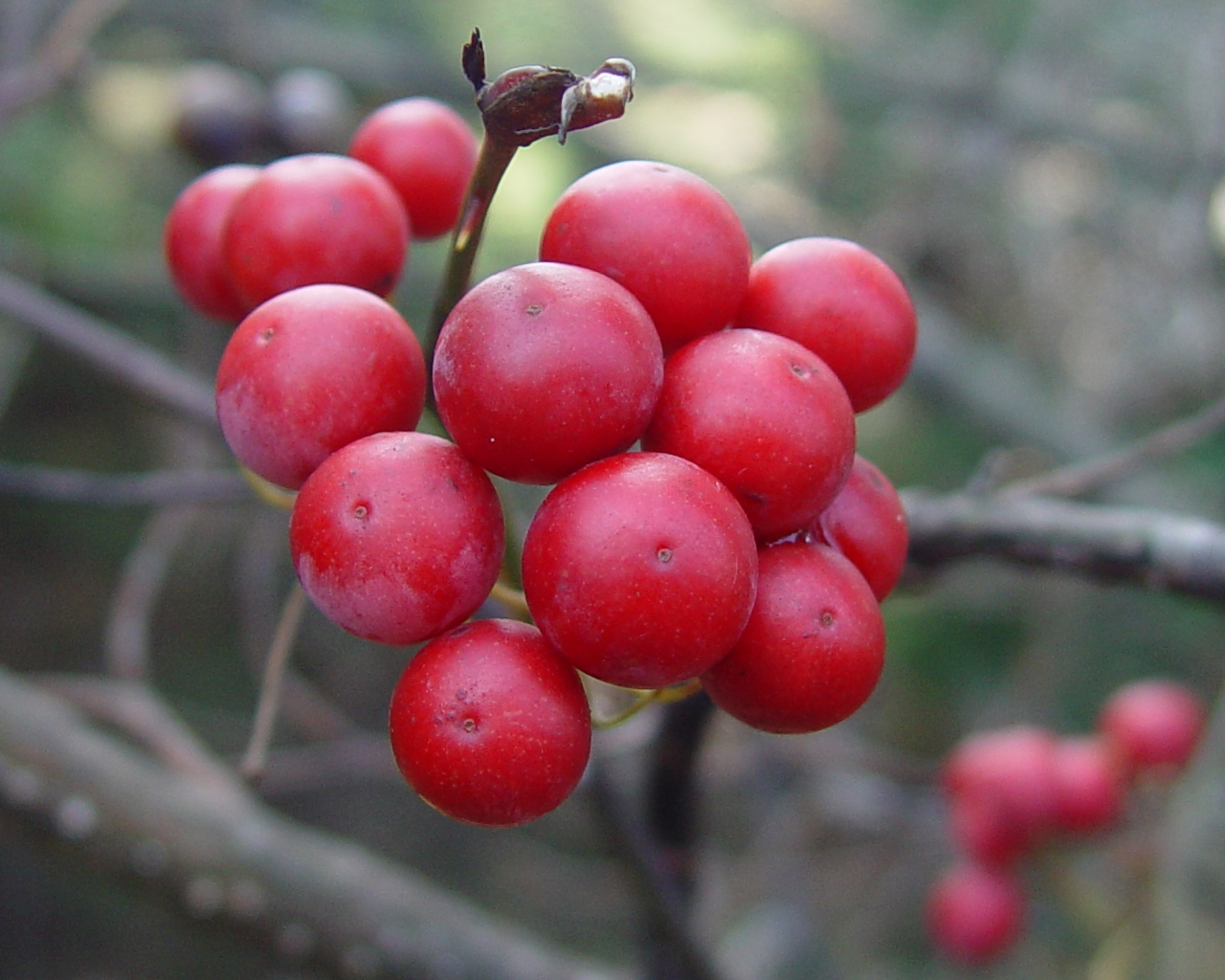
익은 열매
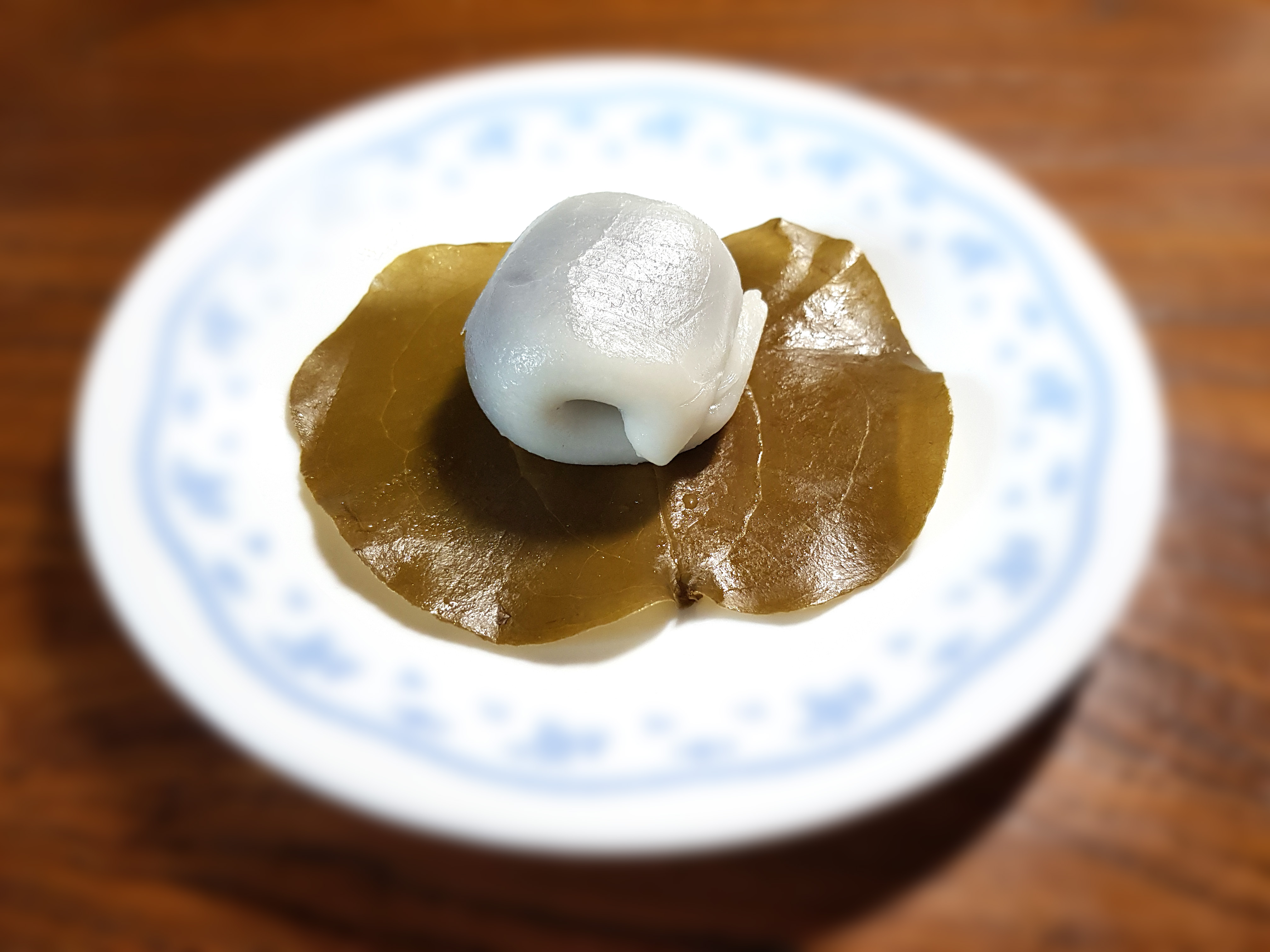
망개떡